# Extraction acido-basique
Une extraction acido-basique est une méthode de pré-purification couramment employée et elle consiste en une ou plusieurs extractions liquide-liquide utilisant des solutions acides ou basiques selon les besoins.

## Principe
De nombreuses molécules possèdent un caractère acide ou basique. Lorsque de telles molécules ne sont pas trop lipophiles, on peut facilement les extraire en utilisant une solution aqueuse possédant le pH approprié. Par exemple, une base neutre comme la triéthylamine dans un solvant organique peut facilement être extraite par une extraction avec une solution acide. Dans ce cas, la triéthylamine réagit avec l'acide présent pour former un ammonium qui est très soluble dans l'eau.

## Situations

### Élimination des impuretés acides ou basiques
Lorsqu'un réactif acide ou basique a été utilisé en excès ou que l'on forme un acide ou une base non désiré pendant la réaction et que le produit attendu n'est pas du même type, il est possible d'effectuer une extraction acide ou basique (selon le cas) pour éliminer ces impuretés dans les phases aqueuses. On parle, en général, de lavage acide ou de lavage basique pour indiquer que le composé reste dans la phase organique.

### Isoler le produit attendu
Le produit attendu est, dans certains cas, un acide ou une base peu lipophile. Dans ce cas, il est possible de l'extraire du milieu organique en utilisant une solution aqueuse au pH approprié. Par rapport à ce qui a été décrit au paragraphe précédent, on cherche cette fois à éliminer les contaminants purement organiques du produit attendu.
Il n'est pas toujours possible d'évaporer directement la phase aqueuse pour obtenir le composé souhaité parce qu'on a utilisé un excès d'acide ou de base. Dans le cas d'un acide qui s'évapore facilement (par ex. HX), cela est possible à condition que le composé ne soit pas trop sensible. Dans le cas d'une base, une des seules bases qui peut être éliminées sous vide est le carbonate d'ammonium (qui se décompose en ammoniac et en dioxyde de carbone, tous deux gazeux).
Par exemple, si l'on souhaite isoler un dérivé de nicotine (une pyridine méta-substituée, donc une base organique) depuis le brut réactionnel, il est tout à fait possible d'effectuer une extraction acide. Le dérivé de nicotine se retrouve alors, sous sa forme protonée, dans la solution aqueuse. Si l'on rend cette solution basique par ajout d'une solution d'hydroxyde de sodium, par exemple, la molécule se déprotone et reprend son caractère lipophile. On peut alors extraire à nouveau le produit mais cette fois avec un solvant organique.